# EasyJet

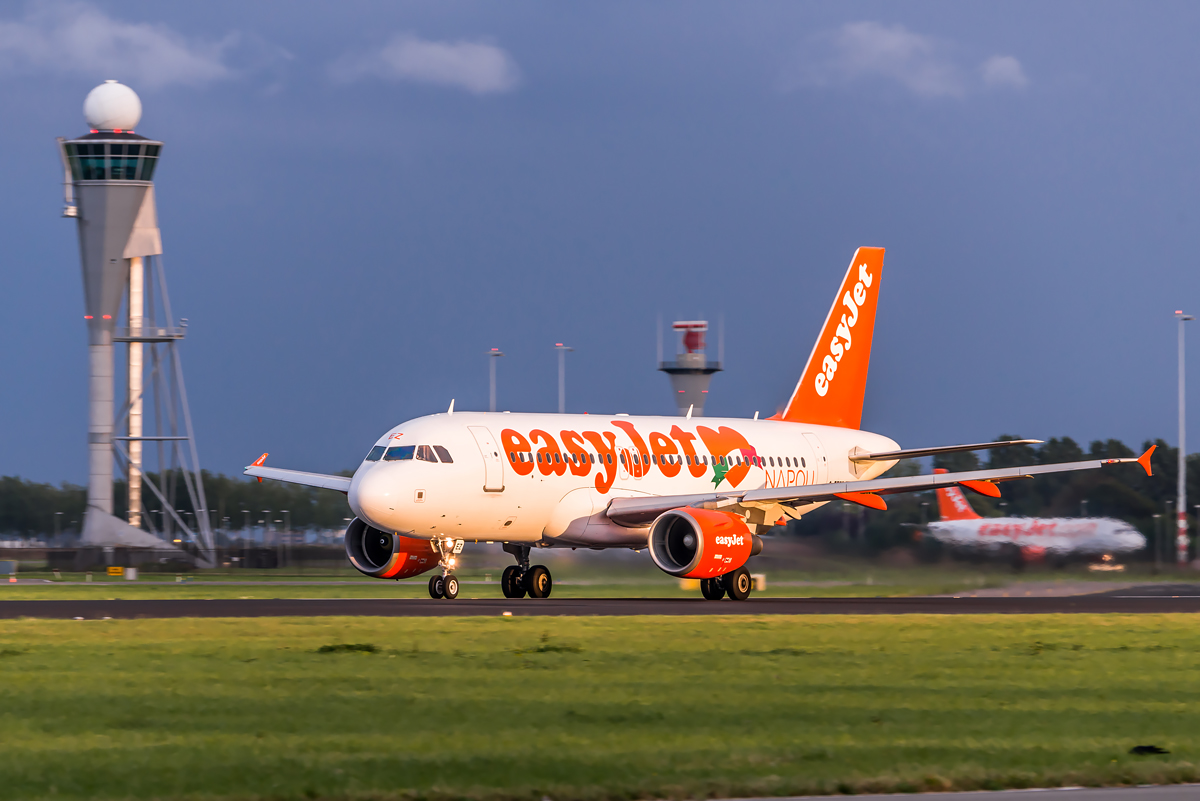
EasyJet A319, Airport Amsterdam Schiphol.

EasyJet (офіційна назва easyJet — Airline Company Limited) — авіалінії Великої Британії. Одна з найбільших європейських дешевих авіаліній. Була заснована в 1995 р. грецько-кіпріотським підприємцем Стеліозою Хаї-Іоанна.
Ці авіалінії мають власну базу в аеропорту Лондон-Лутон. Наприклад, у Польщі дешеві перельоти здійснюються з Кракова.

## Історія
В травні 2020-го компанія заявила про кібератаку, під час якої було викрадено дані 9 млн клієнтів компанії, також зловмисники отримали доступ до даних кредитних карт 2 тис. клієнтів.

## Флот

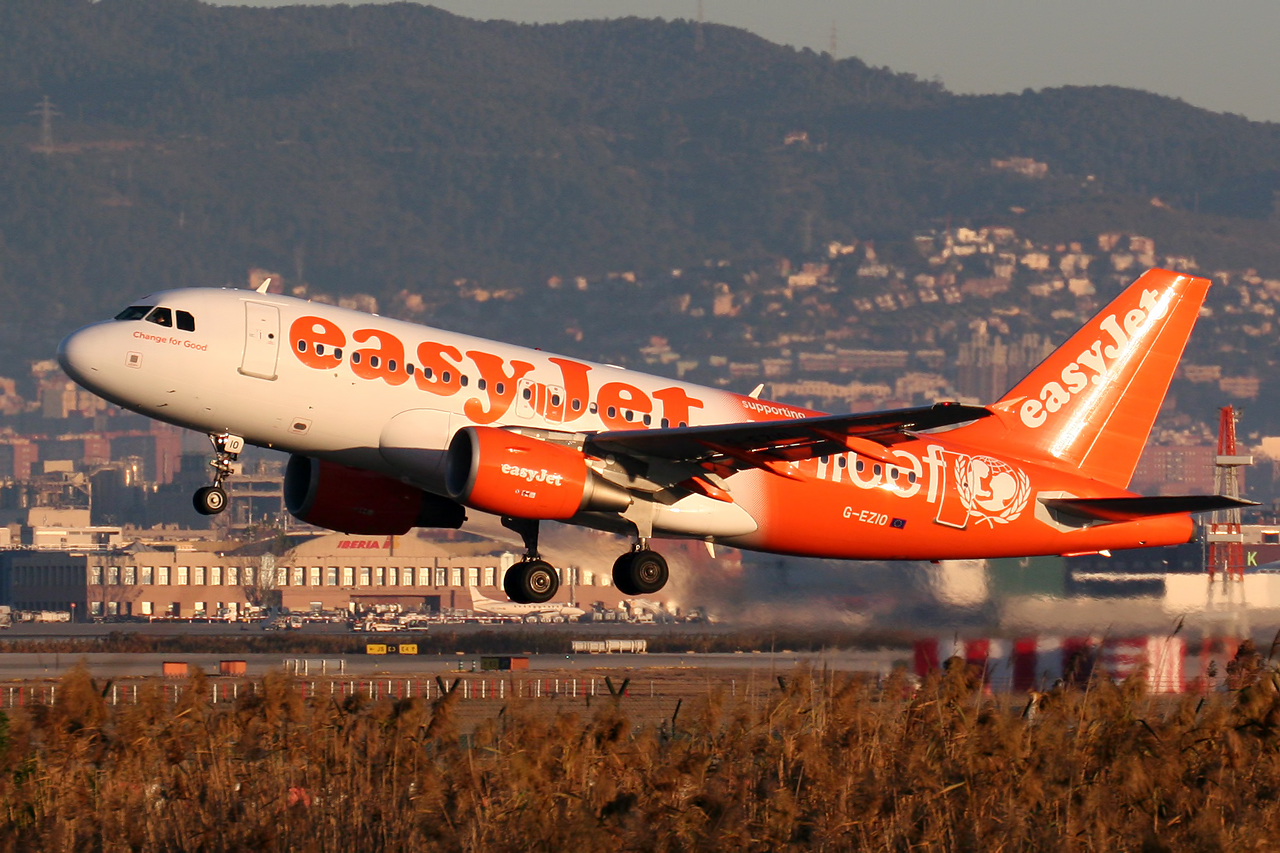
Airbus A319 в аеропорту Барселона — Ель-Прат

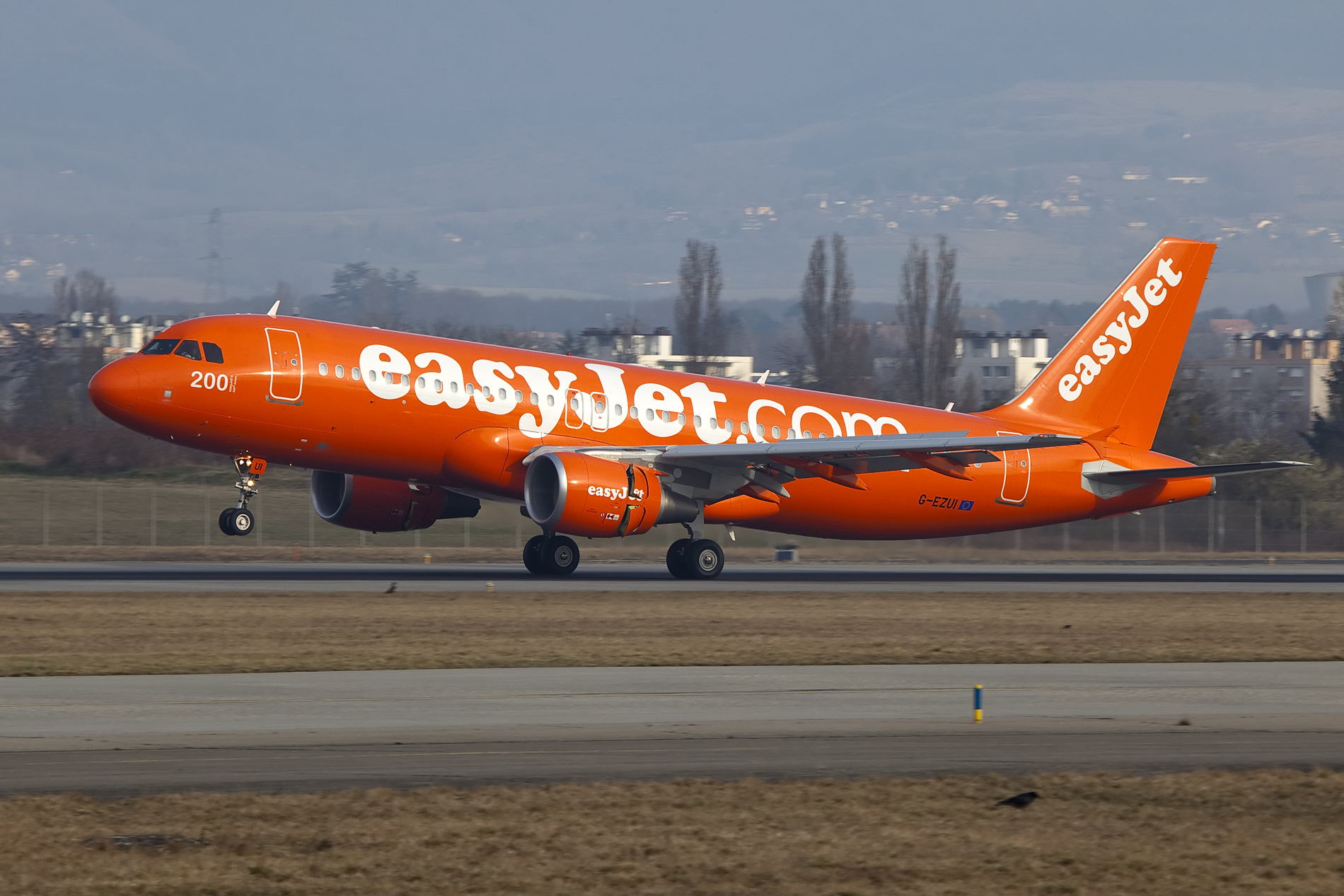
Airbus A320 в Міжнародному аеропорту Женеви

Флот EasyJet на лютий 2018:
| Тип             | Діють | Замовлено | Пасажирів | Примітки                                          |
| --------------- | ----- | --------- | --------- | ------------------------------------------------- |
| Airbus A319-100 | 91    | —         | 156       | easyJet має найбільший флот Airbus A319 у світі.  |
| Airbus A320-200 | 97    |           | 180       | Всі літаки матимуть 186 місць до кінця 2018 року. |
| Airbus A320-200 | 97    | 15        | 186       | Всі літаки матимуть 186 місць до кінця 2018 року. |
| Airbus A320neo  | 6     | 94        | 186       | Поставки 2017—2022.                               |
| Airbus A321neo  | —     | 30        | 235       | Поставки з липня 2018.                            |
| Загалом         | 193   | 140       |           |                                                   |